# آلیس (فیلم ۱۹۸۸)
آلیس (انگلیسی: Alice) فیلمی در ژانر فانتزی و ماجرایی به کارگردانی یان شوانکمایر است که در سال ۱۹۸۸ منتشر شد. این فیلم برداشتی سینمایی و عجیب از رمان مشهور «آلیس در سرزمین عجایب» که با زندگی یک بازیگر واقعی «آلیس» و تعدادی شخصیت کارتونی آمیخته شده‌است.